# Festa Tricolore
La Festa Tricolore era l'annuale ritrovo politico e culturale della destra italiana, che si è tenuto, senza interruzione,  a Mirabello dal 1982 al 2022.

## Storia
La Festa Tricolore nasce a Mirabello nel 1982 come festa nazionale del Movimento Sociale Italiano. Con la svolta di Fiuggi nel 1995, l'organizzazione della festa passa ad Alleanza Nazionale.

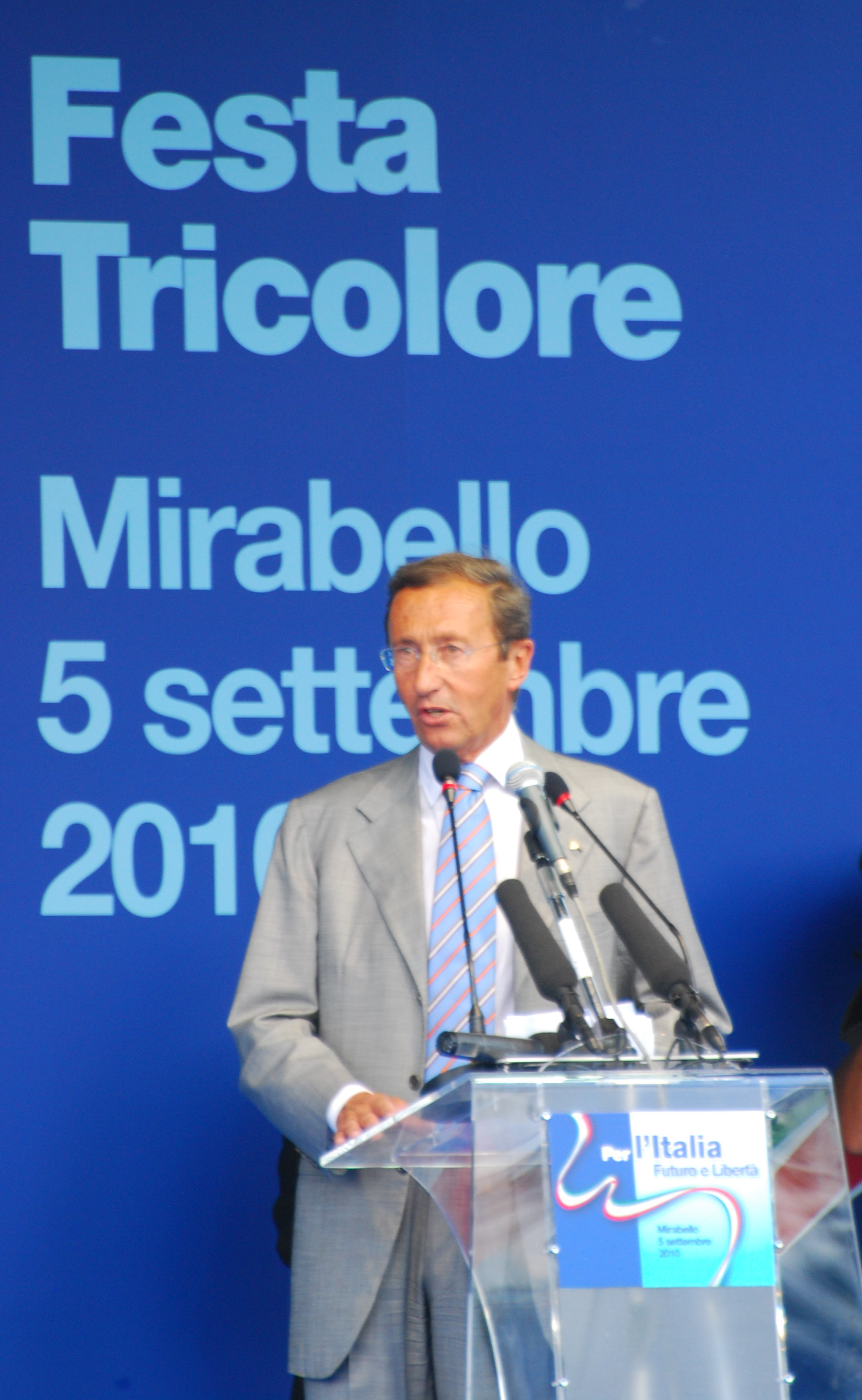
Gianfranco Fini a Mirabello il 5 settembre 2010.

### Dopo lo scioglimento di Alleanza Nazionale
Nel 2009 la festa ha avuto il carattere di ritrovo nazionale della componente "ex-AN" nel Popolo della Libertà, mentre nel 2010 l'appuntamento è stato, il 5 settembre, di riferimento fondativo per il neonato gruppo di Futuro e Libertà per l'Italia con il discorso del leader Gianfranco Fini di rottura con il PdL.
Nel 2011 la festa di Mirabello si è "sdoppiata": a luglio si è tenuta una "Festa della Libertà" organizzata dal PdL e che ha visto la presenza del neo-segretario Angelino Alfano; a settembre invece la "Festa Tricolore di Futuro e Libertà", sempre con Gianfranco Fini.
Esistono altre feste (incluso sagre e fiere) di destra a base di gastronomia, balli, spettacoli e gruppi musicali in altri comuni d'Italia.
Nel 2013 Fratelli d'Italia - Alleanza Nazionale organizza la festa Tricolore a Milano (Giugno) e a Scheggino (Agosto). Dal 2013 a Mirabello si tiene una conferenza organizzata dalla Fondazione Alleanza Nazionale durante la quale sono invitati a parlare tutte le personalità legate al mondo della politica.
Nel 2021 la festa Tricolore cambia denominazione in Festa dei Patrioti, abbandonando la storica location di Mirabello, per trasferirsi a Poggio Renatico.

## Leader presenti alla festa
- Dal 1982 al 1987: Giorgio Almirante
- Dal 1987 al 1989: Gianfranco Fini
- 1990: Pino Rauti
- Dal 1991 al 2012: Gianfranco Fini
- Dal 2013: Guido Crosetto

## Edizioni
- 1982: Mirabello
- 1983: Mirabello
- 1984: Mirabello
- 1985: Mirabello
- 1986: Mirabello
- 1987: Mirabello
- 1988: Mirabello
- 1989: Mirabello
- 1990: Mirabello
- 1991: Mirabello
- 1992: Mirabello
- 1993: Mirabello
- 1994: Mirabello
- 1995: Mirabello
- 1996: Mirabello
- 1997: Mirabello
- 1998: Mirabello
- 1999: Mirabello
- 2000: Mirabello
- 2001: Mirabello
- 2002: Mirabello
- 2003: Mirabello
- 2004: Mirabello
- 2005: Mirabello
- 2006: Mirabello
- 2007: Mirabello
- 2008: Mirabello
- Dal 2009 al 2011 Festa della Libertà
- 2009: Mirabello
- 2010: Mirabello
- Dal 2011 al 2012 Festa Tricolore per Futuro e Libertà
- 2011: Mirabello
- 2012: Mirabello
- 2013: Mirabello
- 2013: Milano
- 2013: Scheggino
- 2014: Mirabello
- 2015: Mirabello
- 2015: Mirabello
- 2016: Mirabello
- 2017: Mirabello
- 2018: Mirabello
- 2019: Mirabello
- 2020: Mirabello
- Dal 2021 Festa dei Patrioti
- 2021: Poggio Renatico
- 2022: Poggio Renatico